# Gemeiner Wollkäfer

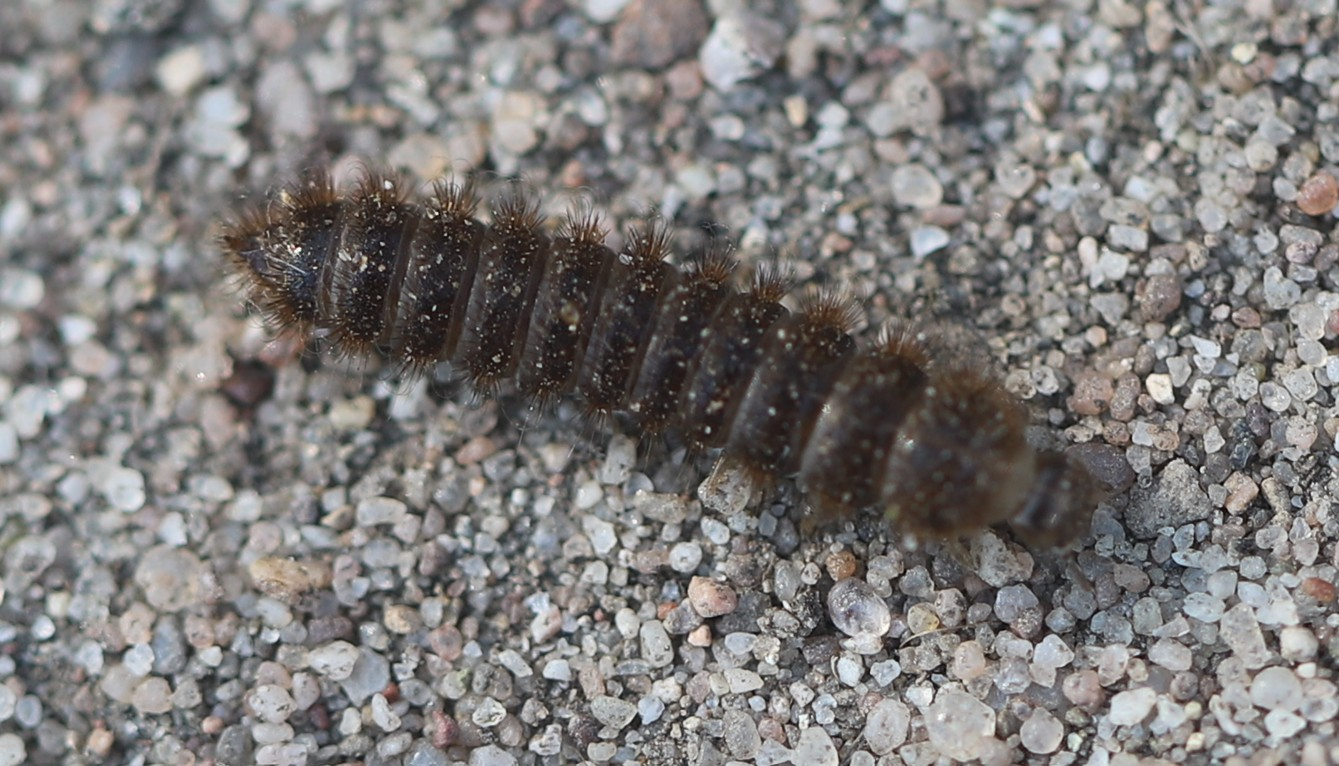
Larve

Der Gemeine Wollkäfer (Lagria hirta, Syn.: Lagria pubescens) ist ein Käfer aus der Familie der Schwarzkäfer (Tenebrionidae) innerhalb der Unterfamilie der Wollkäfer (Lagriinae).

## Merkmale
Der Käfer ist 7 bis 10 Millimeter lang. Kopf und Halsschild sind schwarz oder braunschwarz, die ziemlich weichen Deckflügel (Elytren) sind gelbbraun oder gelb. Die Fühler und Beine sind dunkelbraun bis schwarz gefärbt. Bei den Männchen ist die Stirn schmaler als beim Weibchen. Der Halsschild ist breiter als lang und an der Basis (das ist die hintere Kante) schmaler als die Deckflügel. Er ist locker grob punktförmig strukturiert. Die Deckflügel, deren Epipleuren (seitlich untergeschlagener, durch eine Kante abgesetzter Abschnitt der Deckflügel) auf ganzer Länge ausgebildet sind, sind ebenso punktiert. Letztere sind auf Höhe des vierten Sternits schmaler, als die Schienen (Tibien) der Hinterbeine breit sind. Die Art kann mit dem Frühen Wollkäfer (Lagria atripes) verwechselt werden, deren Epipleuren auf Höhe des vierten Sternits so breit wie die Schienen der Hinterbeine sind. Außerdem ist der Halsschild bei Lagria atripes etwas breiter.

## Vorkommen
Die Art ist in Europa und östlich bis nach Sibirien verbreitet. Nördlich tritt sie bis in den Süden Norwegens, Zentralschweden und den Norden Finnlands auf und ist auch auf den Britischen Inseln lokal anzutreffen. Sie besiedelt Waldränder, sowohl von Laub-, als auch Nadelwäldern, sowie Wiesen, Bachläufe, Hecken, Gärten, Ruderalflächen, Halbtrockenrasen und andere Lebensräume vom Flachland bis ins Hochgebirge. Die Art ist häufig.

## Lebensweise
Die Larven entwickeln sich in der Bodenstreu in verrottendem Pflanzenmaterial. Sie überwintern und verpuppen sich erst im Frühjahr. Die Imagines treten im Sommer auf.

## Belege